# Ramal C17 del Ferrocarril Belgrano
El Ramal C17 pertenecía al Ferrocarril General Belgrano, Argentina.

## Ubicación
Se hallaba en la provincia de Tucumán, dentro del Departamento Tafí Viejo.

## Características
Era un ramal de la red de vía estrecha del Ferrocarril General Belgrano, cuya extensión era de 9,8 km. Se desprendía del Ramal C a unos 6 km al norte de la ciudad de Tafí Viejo, y finalizaba en inmediaciones del Dique El Cadillal.